# نيل مارتن (لاعب هوكي جليد)
نيل مارتن هو لاعب هوكي جليد كندي، ولد في 8 سبتمبر 1975 في غريتر سودبوري في كندا.

## وصلات خارجية
- نيل مارتن على موقع دوري الهوكي الوطني (الإنجليزية)
- نيل مارتن على موقع EliteProspects.com (الإنجليزية)
- نيل مارتن على موقع HockeyDB.com (الإنجليزية)